# Babin Potok (Federacja Bośni i Hercegowiny)
Babin Potok – wieś w Bośni i Hercegowinie, w Federacji Bośni i Hercegowiny, w kantonie środkowobośniackim, w gminie Donji Vakuf. W 2013 roku liczyła 103 mieszkańców, z czego większość stanowili Boszniacy.